# Ravinder Singh Tut
Ravinder Singh Tut (ur. 23 marca 1969 w Wolverhampton) – brytyjski zapaśnik walczący w stylu wolnym. Olimpijczyk z Seulu 1988, gdzie odpadł w eliminacjach w kategorii 62 kg. Drugi na mistrzostwach Wspólnoty Narodów w 1987 roku, gdzie reprezentował Anglię.
- Turniej w Seulu 1988

Przegrał z Stepanem Sarkisjanem z ZSRR i Karstenem Polkym z NRD i odpadł z turnieju.
Mistrz kraju w latach 1987-1988 (63 kg) i 1989 (69 kg).